# Amphoraceras rothschildi
Amphoraceras rothschildi là một loài bướm đêm trong họ Noctuidae.